# Конан-руйнівник
Конан-руйнівник (англ. Conan the Destroyer) — художній фільм виробництва США.
Фільм не має відповідної першооснови серед творів Роберта Говарда, але у ньому є мотиви з оповідань «Відьма має народитися» (сцена з розп'яттям, та ім'я цариці Тараміс), а також «Червоні цвяхи» (ім'я супутниці Конана Валерії).

## Сюжет
Дія відбувається через кілька років після подій «Конана-варвара». Конан і його супутник, злодій, на ім'я Малек, потрапляють на службу до королеви Шадізара, Тараміс. Королева наймає героїв супроводжувати принцесу Дженну і її охоронця Бомбату в пошуку двох чарівних предметів: чарівного кристала і рогу Дагота. Конану за це обіцяно воскресіння його коханої, Валерії. Бомбаті королева дає таємну інструкцію, після закінчення місії позбутися Конана.
Компанія вирушає в дорогу, по дорозі до них приєднуються чорношкіра войовниця Зула і старий друг Конана, мудрець Акіро. Загін готується проникнути в чарівний замок чаклуна Тот-Амона, де зберігається кристал. Але плани змінюються коли Тот-Амон викрадає принцесу і забирає її до свого замку. У пошуках принцеси герої допливають до замку, де Конану доводиться прийняти бій з демоном-ракшасом, в якого перетворюється Тот-Амон. Після перемоги Дженна забирає кристал.
Загін вирушає на пошуки рогу. Вони знаходять його в зачарованому підземеллі, відкривши вхід за допомогою кристала. Акіро виявляє на стінах святилища древній напис, який говорить, що пробудження Дагота за допомогою рогу погубить світ. Однак Конан, який мріє про воскресіння Валерії, не слухає його і забирає ріг. У цей момент на них нападають стражі підземелля і герої змушені втікати по вузьких тунелях. Бомбата, виконуючи наказ королеви, обрушує тунель за собою, відрізавши Конана і його друзів від себе і Дженни, яку він везе до Шадізару.
У Шадізарі його вже чекає королева Тараміс, щоб почати церемонію. Ріг вставлений до лоба статуї Дагота, щоб бог прокинувся. Тепер Дженна повинна бути принесена йому в жертву, як тільки бог почне пробуджуватися — а інакше, як сказано у священних сувоях Скелоса, світ чекає катастрофа. У момент пробудження до палацу вриваються Конан з супутниками. Конан перемагає Бомбату у двобої. Тим часом Дагот вже прокинувся, і необхідно принести жертву. Зула пронизує списом жреця, що зібрався вбити Дженну. Дагот, отримавши настільки невідповідну жертву, перетворюється в монстра і вбиває Тараміс, пронизуючи її своїм рогом. Конану вдається перемогти злого бога, вирвавши його ріг.
Оскільки королева загинула, Дженна стає правителькою Шадізара. Зулу вона призначає начальником охорони, Малека — блазнем, а Акіро — радником. Вона запрошує Конана стати її чоловіком і королем, але той відмовляється і йде назустріч новим пригодам.

## У ролях
| Актор                | Роль                   | Характеристика персонажу | Примітки                                                      |
| -------------------- | ---------------------- | ------------------------ | ------------------------------------------------------------- |
| Арнольд Шварценеггер | Конан                  | Варвар, кімерієць        | Головний персонаж майже усіх творів серії                     |
| Грейс Джонс          | Зула                   |                          |                                                               |
| Вілт Чемберлейн      | Бомбата                | Охоронець                |                                                               |
| Мако                 | Акіро «Майстер»        |                          |                                                               |
| Трейсі Волтер        | Малек                  | Злодюжка                 |                                                               |
| Сара Дуглас          | Тараміс                | королева Шадізару        | «Відьма має народитися»                                       |
| Олівія д'Або         | Дженна                 | принцеса                 |                                                               |
| Пет Роуч             | людина-мавпа /Тот-Амон | жрець                    | «Бог з чаші», «Час Дракона», «Володар кола», «Фенікс на мечі» |
| Джефф Корі           | великий візир          |                          |                                                               |
| Свен-Оле Торсен      | Тогра                  |                          |                                                               |
| Андре Гігант         | Дагот                  | бог                      |                                                               |
| Метт Коннер          | Зевс                   |                          |                                                               |

## Деякі подробиці
- В деяких версіях фільму вирізано епізод, де Конан, проїжджаючи Шадизаром, нокаутує верблюда, що плюнув на нього